# Bourei Cholsar
Bourei Cholsar es uno de los diez distritos que forman la provincia camboyana de Takéo, con una población estimada en marzo de 2008 de 26 055 habitantes. Está dividido en las siguientes  comunas (khum), que se muestran asimismo con población estimada de 2008:
- Bourei Cholsar 4,061
- Chey Chouk 2,397
- Doung Khpos 6,138
- Kampong Krasang 3,965
- Kouk Pou 9,494[1]